# Napromieniowanie
Napromieniowanie (ang. irradiation) {\displaystyle H} – wielkość w fotowoltaice wyrażana w [J/m²] lub [kW·h/m²] (global irradiation) składająca się z sumy napromieniowania bezpośredniego (nazywanego często nasłonecznieniem), rozproszonego i odbitego. Przedstawia energię padającą na jednostkę powierzchni w ciągu określonego czasu (roku, miesiąca, dnia, godziny).